# Szedóka
A szedóka (japánul: 旋頭歌, Hepburn-átírással: sedōka) a legősibb népdalokból kialakult régi japán versforma, amelynek 6 (kétszer 3) sora 5–7–7–5–7–7 szótagból áll, s a 3. és 6. sora ugyanaz, mint ahogy a két rész vagy strófa (katauta) is ugyanazt a témát variálja népdal módjára. Lehet hangulatfestő vagy történetmondó. A Manjósú és a Kokinsú tartalmaz szedókákat, nem sokkal utóbb a versforma kihalt. Legnagyobb mesterének Kakinomoto no Hitomarót tartják.